# Pueblo San Ildefonso
El Pueblo San Ildefonso (tewa: P'ohwhóde) fou establit vers el 1300 i és una concentració de població designada pel cens dels Estats Units a l'estat de Nou Mèxic, així com una tribu reconeguda federalment. El Pueblo té autogovern i forma part de l'Àrea Estadística Metropolitana de Santa Fe (Nou Mèxic). La població era de 524 habitants segons el cens de 2010, registrada per l'Estat de Nou Mèxic com a 1.524 en 2012, i dels quals 628 eren membres tribals registrats el 2012 segons el Departament de l'Interior. El Pueblo San Ildefonso és membre dels Vuit Pueblos del Nord i pertany a la nació dels tewes, amerindis dels Estats Units que parlen el tewa. El nom tradicional per al Pueblo San Ildefonso és Po-woh-ge-oweenge, que vol dir "on l'aigua travessa la vall".

## Demografia
Segons el cens dels Estats Units del 2010 hi havia 524 persones residint a San Ildefonso. La composició racial era 62,2% ameriondis, 11,3% blancs, 21,2% d'altres races, i 5,3% de dues o més races. Els hispans o llatins de qualsevol raça eren el 31,9% de la població. Hi havia 212 habitatges de les quals el 29,7% tenien nens de menys de 18 que hi vivien. A partir del 2010 la població es distribueix amb un 26,3% que tenia menys de 18 anys, el 14,3% eren majors de 65 anys o més, les dones comprenien el 51,7% i els homes comprenien el 48,3% de la població.
A partir del 2000 la renda mitjana per habitatge San Ildefonso era de 30.000 $, i la renda mitjana per família era de 30.972 $. Els homes tenien una renda mediana de 19.792 $ contra 19.250 $ les dones. La renda per capita per al poble era 11.039 $. Prop del 19,1% de les famílies i el 14,9% de la població estava per sota de la llindar de la pobresa, incloent 50,0% dels majors de 65 anys.
La llengua tewa tenia 250 parlants el 1967. Segons la BIA, el 1995 hi havia 593 apuntats al rol tribal San Ildefonso. Però segons el cens dels EUA del 2000 hi havia 519 enregistrats.

## Història
El Pueblo va ser fundat quan les persones migren des del complex Mesa Verde al sud de Colorado, pel camí del Bandelier (7.000 peus d'alts), al sud de l'actual Los Alamos (Nou Mèxic). Els habitants van prosperar a Bandelier causa de la pluja i la facilitat de construir estructures vives de la roca volcànica circumdant. Però després d'una perllongada sequera la gent es van moure cap avall a les valls del Riu Grande cap a 1300 (IV Era Pueblo), que sempre els proporcionava l'aigua per al reg.
Els conqueridors espanyols van tractar de sotmetre als pobles natius i forçar a adoptar la seva religió durant el segle xvii, que conduïren a la revolta pueblo de 1680. Els que van resistir als espanyols van pujar al cim de Black Mesa. El setge va acabar amb la rendició dels nadius, però els espanyol els van donar certa llibertat de religió i altres drets d'autogovern.
El pueblo San Ildefonso van continuar liderant una economia basada en l'agricultura fins al segle xx quan María Martínez i el seu marit Julian Martínez redescobriren com fer la tècnica nadiua de ceràmica negre sobre negre que va fer famosos als San Ildefonso. A partir d'aquest moment el pueblo s'ha orientat més al turisme, amb nombroses botigues. A causa de la proximitat a Santa Fe i la presència del Laboratori Nacional Los Alamos, molts dels que treballen al poble tenen feina en el govern.

## Política
En 2011 l'antic tinent governador pueblo Paul D. Rainbird fou sentenciat a 33 mesos per càrrecs federals de tràfic il·legal de cigarrets de contraban. El pueblo ha experimentat una controvèrsia política considerable en els últims anys amb una interferència significativa del Bureau of Indian Affairs, i el 2012 la Junta Interior d'Apel·lacions Índies evacuaren les decisions a la BIA de "reconèixer" els resultats d'una elecció per a Governador del pueblo San Ildefonso per al terme 2008-09, que havia donat lloc al govern de Leon Roybal.
En 2012 els Pueblo adoptaren una nova constitució a través de l'elecció general supervisada per la Bureau of Indian Affairs. Un dels resultats de la nova Constitució fou que, per primera vegada, s les dones se les permetia postular-se per càrrecs de regidors tribals. Fins ara no hi ha una còpia a disposició del públic de la Constitució recentment aprovada. El Codi San Ildefonso de 1996 és l'exemplar més recent disponible de les lleis locals que regeixen el pueblo.
La San Ildefonso Pueblo Enterprise Corporation (SIPEC) és una empresa amb estatut federal de la Secció 17 que pertany totalment al Pueblo San Ildefonso. SIPEC s'encarrega de treballar amb les empreses i individus que comparteixen una visió de la utilització de la ubicació estratègica del Pueblo per al foment del creixement econòmic i de l'ocupació per al Pueblo San Ildefonso.

## Cultura

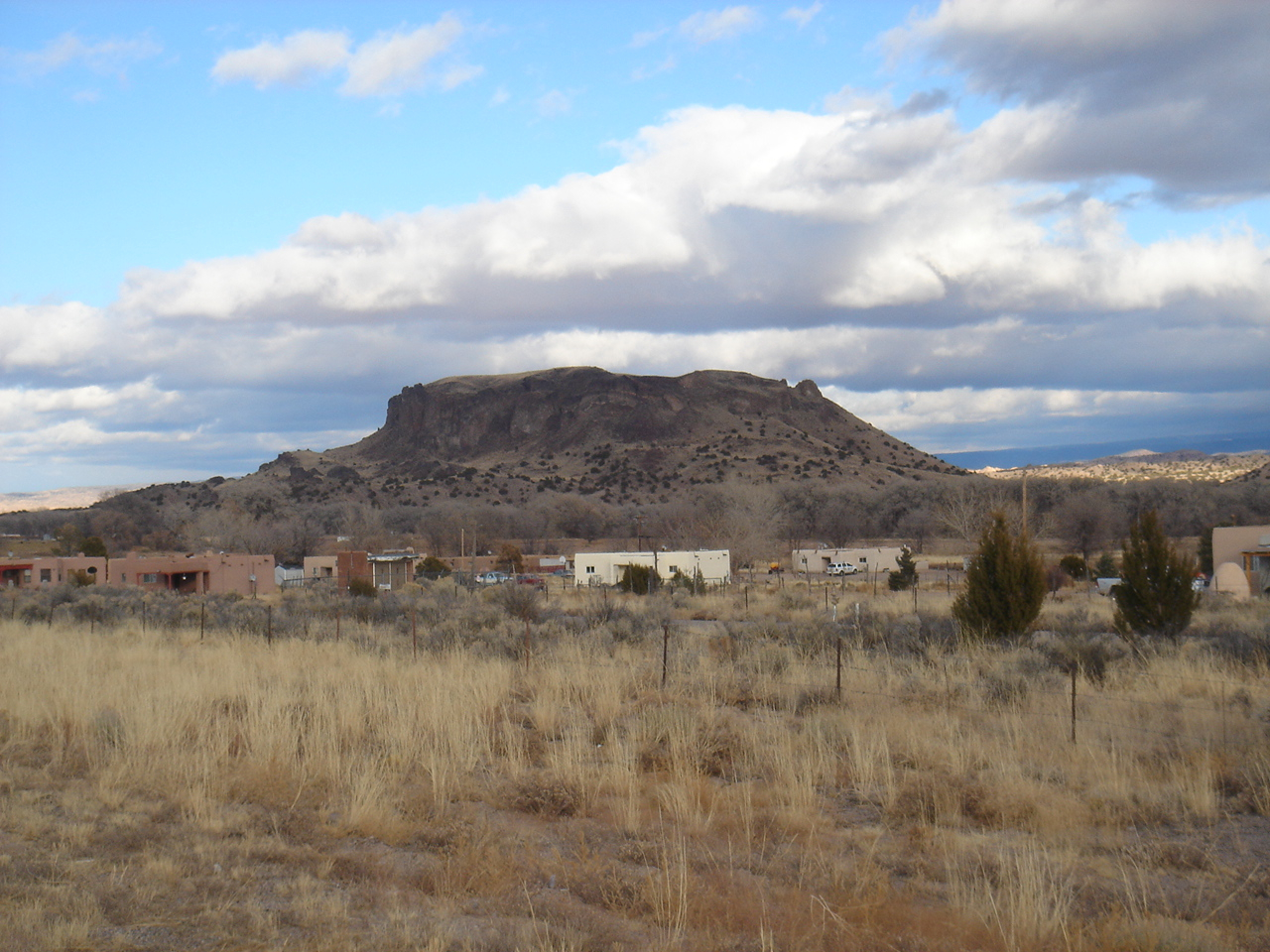
Black Mesa

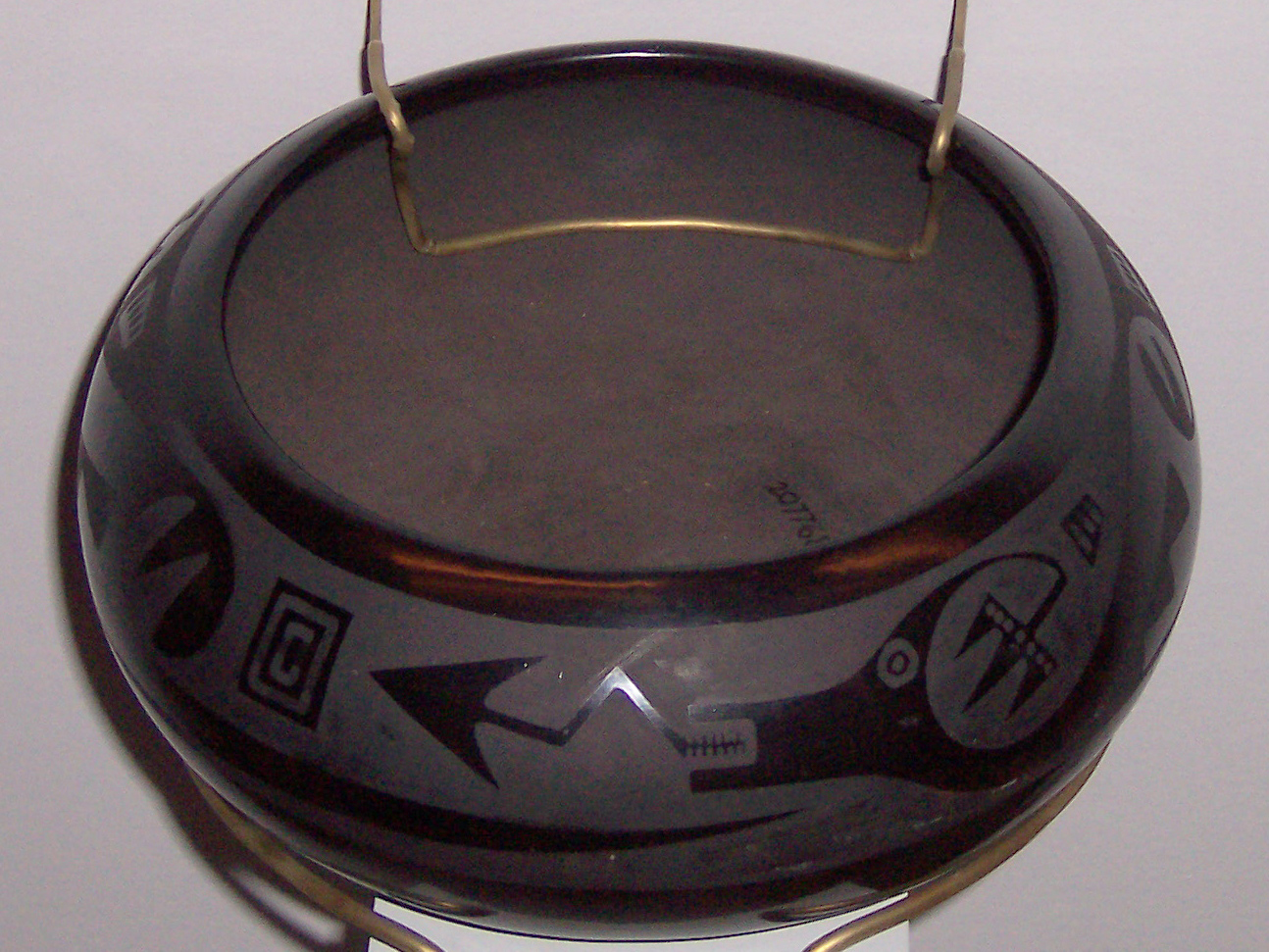
Terrissa negre sobre negre

Els San Ildefonso tenen un fort sentit d'identitat i conserven les cerimònies i rituals antics tenaçment, així com danses tribals. Si bé moltes d'aquestes cerimònies i rituals són gelosament guardats, la diada Sant Ildefons el 23 de gener està obert al públic. Altres danses obertes al públic inclouen la Dansa del Moresc, celebrada a mitjans de setembre, i danses de Pasqua.

## Personatges notables
- María Martínez
- Tsankawi
- Tsirege